# Interlingüística
La interlingüística és una branca de la lingüística comparativa que estudia com és possible la comunicació entre persones que no parlen la mateixa llengua, gràcies sovint a una llengua construïda com a auxiliar o a les comparacions entre l'idioma que parla un i l'altre, aprofitant els universals lingüístics, la possible semblança genètica dels idiomes o els préstecs. Els principals estudis se centren a descriure o crear idiomes internacionals.
La interlingüística ha classificat els idiomes auxiliars, per distingir-los dels pidgins i fenòmens similars. D'una banda distingeix entre llengües internacionals sorgides de manera espontània (russenorsk) o planificada (ido). D'una altra, separa aquests idiomes segons el mitjà preferit de difusió, només oral, oral i escrit (esperanto), només escrit (com el xinès estàndard), per signes o fins i tot musical (solresol).